# Christoph Fildebrandt
Christoph Fildebrandt (ur. 27 maja 1989 w Wuppertalu) – niemiecki pływak, specjalizujący się głównie w stylu dowolnym.
Wicemistrz Europy na krótkim basenie z Eindhoven w sztafecie 4 × 50 m stylem dowolnym. Brązowy medalista mistrzostw świata na krótkim basenie ze Stambułu (2012) w sztafecie 4 x 200 m stylem dowolnym.
Uczestnik igrzysk olimpijskich w Londynie (2012) w sztafecie 4 x 100 m stylem dowolnym (6. miejsce).